# Циханюк Олексій Русланович
Олексі́й Русла́нович Циханю́к (2000—2023) — солдат Збройних сил України, учасник російсько-української війни, що відзначився у ході російського вторгнення в Україну. Герой України (2024, посмертно).

## Життєпис
Народився 13 січня 2000 року в с. Терехове Бердичівського району Житомирської області. Після закінчення 9 класів Терехівської школи навчався в ПТУ № 3 м. Бердичів. Проходив строкову службу в лавах Збройних сил України. Після демобілізації працював у м. Києві на будівництві.
З перших днів повномасштабного російського вторгнення в Україну став на захист країни. Служив стрільцем у 3-й роті 139-го окремого батальйону 115-ї бригади Сил територіальної оборони.
Загинув 29 травня 2023 біля с. Новоселівське Сватівського району Луганської області. Цього дня російські військові переважаючими силами почали штурм взводного опорного пункту. У ході запеклого бою бійці ЗСУ відбили дві хвилі наступу росіян. Олексій Циханюк використав весь боєкомплект і далі до останнього відбивав атаки противника гранатами. У результаті не допустили просування російської армії.

## Нагороди
- Звання Герой України з удостоєнням ордена «Золота Зірка» (15 липня 2024, посмертно) — за особисту мужність і героїзм, виявлені у захисті державного суверенітету та територіальної цілісності України, самовіддане служіння Українському народові[3].